# 항산균
항산균(抗酸菌, 영어: acid-fast bacterium)은 아닐린 색소에 염색되기 힘드나, 일단 염색되면 광산으로 처리하여도 탈색되지 아니하는 세균을 말한다. 항산성 균((抗酸性菌) 또는 항산성 세균(抗酸性細菌)이라고도 한다. 결핵균이나 나균 등이 해당된다.
1. ↑  우리말샘 "항산균"